# Grand Prix Circuit
Grand Prix Circuit ist ein Formel-1-Rennspiel, das erstmals 1988 von Accolade veröffentlicht wurde. Das Computerspiel erschien für Amiga, Amstrad CPC, Apple IIGS, Macintosh, Commodore 64, PC (MS-DOS) und ZX Spectrum. Entwickelt wurde es vom kanadischen Spieleentwicklungsunternehmen Distinctive Software Inc., wo Don Mattrick und Brad Gour für das Game Design verantwortlich waren.

## Spielablauf
Vor Spielbeginn kann der Spieler zwischen drei verschiedenen Modi wählen: Training (Zeitfahren), Einzelrennen (mit Qualifikationsrunde) und Championship Circuit, bestehend aus Rennen auf allen acht Rennstrecken. Es stehen fünf verschiedene Schwierigkeitsgrade zur Auswahl.
Neben der Wahl von Rennstrecke und Fahrzeug kann außerdem die Anzahl der Runden eingestellt werden. Das Spielgeschehen selbst findet in der Cockpit-Ansicht statt. Links oben wird eine Karte der Strecke dargestellt, rechts oben ist eine Anzeige mit Rundenzeiten, Platzierung und gefahrenen Runden. Das Cockpit selbst bietet neben dem Lenkrad verschiedene Instrumente, wie ein Tachometer. Außerdem besitzt das Fahrzeug zwei Außenspiegel, in denen man das Geschehen hinter sich beobachten kann.
Während des Schaltvorganges wird zudem eine Gangschaltung im rechten unteren Bildschirmeck eingeblendet. Abgesehen vom einfachsten Schwierigkeitsgrad muss man selbst manuell schalten. Das Fahrzeug erleidet durch Kollision mit den Gegenspielern oder einer Tunnelwand Schaden. Das Spiel bietet die Möglichkeit von Boxenstopps, bei denen auch bereits erlittener Schaden repariert wird, welche aber vor allem bei höherer Rundenanzahl durch Radwechsel nötig werden.
Im Menü finden sich nach Strecke geordnete Highscore-Listen.

### Rennstrecken
In Grand Prix Circuit stehen folgende acht Stecken zur Verfügung:

Die Angaben zur Streckenlänge und Rundenzahl stammen aus dem offiziellen Handbuch.
| Land           | Strecke                                                | Streckenlänge | Rundenzahl       | Renndistanz           |
| -------------- | ------------------------------------------------------ | ------------- | ---------------- | --------------------- |
| Brasilien      | Autódromo Internacional Nelson Piquet (Rio de Janeiro) | 3,126 Meilen  | 61 Runden (1987) | 190,693 Meilen (1987) |
| Monaco         | Circuit de Monaco                                      | 2,068 Meilen  | 78 Runden (1987) | 161,298 Meilen (1987) |
| Kanada         | Circuit Gilles Villeneuve, Montreal                    | 2,740 Meilen  | 69 Runden (1986) | 189,007 Meilen (1986) |
| USA            | Detroit Grand Prix Circuit                             | 2,500 Meilen  | 63 Runden        | 157,500 Meilen        |
| Großbritannien | Silverstone Circuit                                    | 2,969 Meilen  | 65 Runden (1987) | 192,985 Meilen (1987) |
| Deutschland    | Hockenheimring                                         | 4,223 Meilen  | 44 Runden (1987) | 185,832 Meilen (1987) |
| Italien        | Autodromo Nazionale di Monza                           | 3,604 Meilen  | 50 Runden (1987) | 180,197 Meilen (1987) |
| Japan          | Suzuka International Racing Course                     | 3,499 Meilen  | 51 Runden (1987) | 185,560 Meilen (1987) |

Im Spiel selbst werden die Strecken nur mit einer Darstellung des Streckenverlaufs sowie dem Landesnamen und der Nationalflagge angegeben. Eine Ausnahme beim Landesnamen bildet der Detroit Grand Prix Circuit, bei dem Detroit statt USA angegeben ist.
Die Strecken unterscheiden sich im Rennen durch Streckenverlauf und Hintergrund. Die Strecken Monaco, Detroit und Japan beinhalten außerdem je einen Tunnelabschnitt. Abgesehen von den Tunneln und fernen Hintergrundgrafiken stellt das Spiel abseits der Strecken nur Gras dar.

### Fahrzeuge
Der Spieler hat die Wahl zwischen folgenden Fahrzeugen:
- Ferrari: 3,5-Liter-V12-Motor, 5 Gänge
- Williams: 3,5-Liter-V8-Renault-Motor, 6 Gänge
- McLaren: 1,5-Liter-V6-Honda-Turbomotor, 6 Gänge

Dabei hat der Rennwagen von Ferrari die niedrigste Höchstgeschwindigkeit bei weniger Gängen und leichter Kontrollierbarkeit, während der McLaren mit höherer Geschwindigkeit und Beschleunigung punktet, aber auch schwerer zu handhaben ist. Während die Vorteile des Ferraris eher auf kurvigen Strecken zu tragen kommt, punktet der McLaren durch die höhere Geschwindigkeit auf Strecken mit langen Geraden. Der Williams F1 bewegt sich im Mittelfeld.

### Gegner
Die Kontrahenten sind in jedem Rennen die gleichen neun Fahrzeuge. Sie sind frei erfunden, aber die Fahrernamen sind teilweise an Personen des Entwicklerteams angelehnt. Am C64 startet Gregory Kwok statt Vito Giuffre.
| Wagennummer | Name         | Nationalität  | Namensvorbild |
| ----------- | ------------ | ------------- | ------------- |
| 88          | Travis Daye  | Kanadier      |               |
| 27          | Bruno Gourdo | Franzose      | Brad Gour     |
| 1           | Don Matrelli | Italiener     | Don Mattrick  |
| 12          | Toni Borlini | Italiener     |               |
| 4           | Vito Giuffre | Italiener     |               |
| 2           | Peter Kurtz  | Deutscher     |               |
| 66          | Cal Tyrone   | US-Amerikaner |               |
| 5           | Tse Sakamoto | Japaner       |               |
| 9           | Nigel Levins | Engländer     |               |

## Rezeption
Die Zeitschrift Aktueller Software Markt vergibt beim Test der DOS-Version eine hohe Punktzahl für Realitätsnähe, straft allerdings den Sound ab. Die Commodore- und Amiga-Version punkten bei der ASM zudem mit der im Vergleich zum PC besseren Grafik. Bei der C64-Version hebt der Tester außerdem den atemberaubenden Sound hervor. Der Redakteur der Power Play schreibt auf dem C64 nur der Disketten-Fassung Spaß zu. Aufgrund der durch das Speichermedium bedingten hohen Ladezeiten habe das Spiel auf Kassette den Charme eines Kolbenfressers.
Während Martin Goldmann im Test der Amiga-Version in der Power Play schreibt, dass durch die Steuerung mit Joystick das Fahrgefühl im Vergleich zur Tastensteuerung auf PCs etwas leidet, empfiehlt sein Kollege Heinrich Lenhardt im Test der MS-DOS-Fassung ausgerechnet den Joystick für ein besseres Fahrgefühl.

„Das Programmierteam, das der Software-Szene das eher ominöse Rennspiel "Test Drive I" bescherte, landete mit "Grand Prix Circuit" einen Hit. Auch hier stehen schnelle Autos und dröhnende Motoren im Mittelpunkt.“

Das Magazin 64’er vom Markt+Technik Verlag spricht bei der Commodore-64-Version von einem wirklich guten Rennspiel mit ausgefeilter Grafik.
Im Sonderheft Nr. 1 von Amiga Joker, das den Titel Simulationen – Die besten Computerspiele aller Zeiten trägt, finden das realistische Fahrgefühl und die außerordentlich gute 3D-Grafik Erwähnung, während der Sound kritisiert wird.
Das britische Magazin Your Sinclair steht der Fassung für ZX Spectrum eher mit gemischten Gefühlen gegenüber. Die Redakteure des ebenfalls englischsprachigen Magazins Crash sprechen gar von einer mittelmäßigen Rennsimulation, die unter anderem durch simple Grafik enttäuscht.
Grand Prix Circuit soll sich 100.000 Mal verkauft haben.

## The Cycles: International Grand Prix Racing
Grand Prix Circuit weist starke Parallelen zum Titel The Cycles: International Grand Prix Racing vom gleichen Entwicklerteam und Publisher auf. The Cycles ist 1989 erschienen. Im Gegensatz zu Grand Prix Circuit wird dort mit Motorrädern statt Formel-1-Wagen gefahren. Das Spiel stellt aber ebenso drei Fahrzeuge, neun Computergegner und fünf Schwierigkeitsstufen zur Verfügung und enthält identische Spielmodi. Die Streckenauswahl umfasst in manchen Versionen auch 8 Strecken, in anderen 15. Die Spiel-Engine wurde aber dahingehend aufgewertet, dass The Cycles auch hügliges Terrain darstellt, während die Strecken in Grand Prix Circuit ausschließlich flach sind.